# Cyclops aurantius
Cyclops aurantius – gatunek widłonoga z rodziny Cyclopidae. Opisał go w 1860 roku niemiecki lekarz i zoolog Sebastian Fischer.